# Józef Wołocki
Józef Wołocki, św., imię świeckie Iwan (Ioann) Sanin (ros. Иосиф Волоцкий; ur. 14 listopada 1440 (1439?), zm. 9 września 1515) – święty Rosyjskiej Cerkwi Prawosławnej, przywódca tzw. "osyflan" w sporze z niezachłannymi. Wspomnienie obchodzone jest w dniach 9/22 września i 18/31 października.

## Życiorys

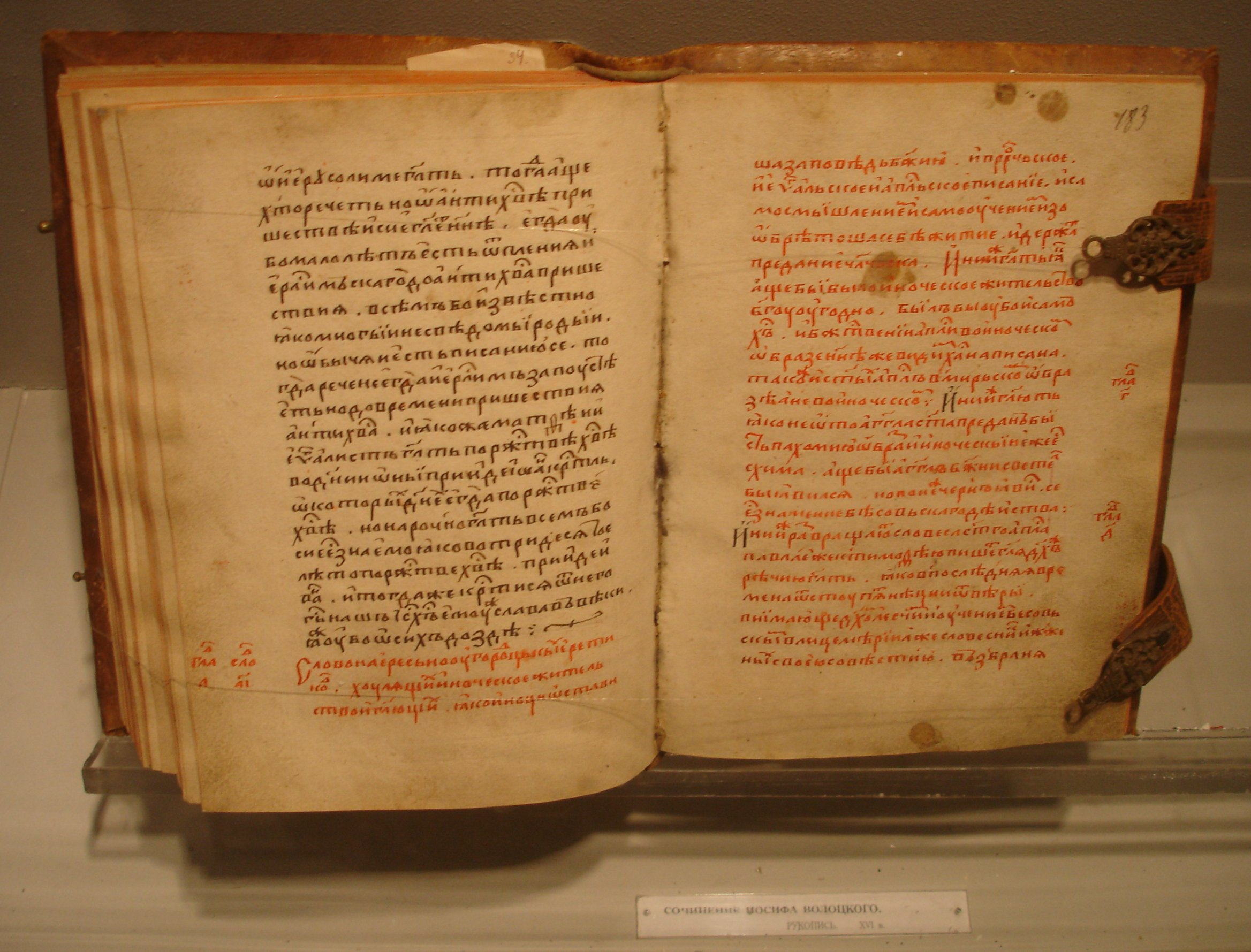
Dzieła Iosifa Wołockiego

Pochodził z rodziny bojarskiej, która znajdowała się na służbie księcia udzielnego Borisa Wołockiego. Jego ojciec był właścicielem wsi Jazwiszcze w Księstwie Wołockim. Iwan jako pierwszy w historii rodu przyjął stan duchowny. W jego ślady poszli trzej jego bracia i ojciec. Od ósmego roku życia pobierał nauki od starca Arseniusza z wołockiego monasteru Podwyższenia Krzyża Świętego. Około 1459 roku, w wieku około dwudziestu lat, wraz z Borisem Kutuzowem zdecydował się na wstąpienie do klasztoru.
Najpierw Sanin udał się do monasteru w Twerze, ale szybko go opuścił i przeniósł się do Borowska - do monasteru kierowanego przez późniejszego świętego mnicha Pafnucego Borowskiego, gdzie przebywał przez osiemnaście lat. Reguła życia kładła nacisk na pracę i prawość. Do tego samego monasteru wstąpił również ojciec Sanina, którym Józef opiekował się przez piętnaście lat. 
W 1477 roku zmarł Pafnucy. Przed śmiercią wyznaczył mnicha Józefa na swojego następcę. Po objęciu funkcji przełożonego monasteru, Józef próbował narzucić surowe przepisy życia klasztornego. Napotkał jednak opór ze strony mnichów. Opuścił więc klasztor i przez dwa lata wędrował w towarzystwie Gierasima Czornego. Odwiedził kilka monasterów i, niezadowolony ze sposobu ich funkcjonowania, powrócił do Borowska. Bracia przyjęli go niechętnie. Zwrócili się też do Wielkiego Księcia Moskiewskiego, Iwana III, z prośbą o zmianę przełożonego, lecz spotkali się z odmową.
Józef ponownie opuścił monaster i udał się w swoje rodzinne strony, gdzie dwadzieścia kilometrów od Wołokołamska założył w 1479 roku nowy klasztor Zaśnięcia Matki Bożej, nazwany później monasterem św. Józefa Wołokołamskiego lub krótko Wołokołamskim. Dla swoich planów pozyskał poparcie księcia udzielnego Borysa, który ufundował 6 czerwca drewnianą cerkiew. Po kilku latach w miejsce drewnianej wzniesiono murowaną. Cerkiew została ozdobiona przez ikonografa Dionizego, następcę Andrieja Rublowa.
Brał udział w polemikach dotyczących aktualnych w tym okresie kwestii stosunków między państwem a Cerkwią. Stał na odmiennym stanowisku od Niła Sorskiego w kwestii posiadania przez monastery ziemi oraz ozdabiania świątyń bogato zdobionymi ikonostasami i malowidłami. Na podstawie własnych doświadczeń w kierowaniu klasztorem dowodził, iż posiadanie majątku przez monaster nie musi oznaczać moralnego zepsucia mnichów. Twierdził również, iż zmuszenie mnichów do poświęcania całego czasu na pracę, dzięki której będą mogli się utrzymać, uniemożliwi im zdobycia wiedzy i doświadczenia, jakie będzie im potrzebne w momencie ewentualnego objęcia katedry biskupiej. Teksty i wystąpienia Józefa w kwestii majątku Cerkwi oraz jej relacji z władzą świecką zostały zebrane przez jego uczniów w tomie zatytułowanym Oświeciciel (Proswietitiel). W dziele tym mnich twierdził m.in., iż ziemia ruska jest miejscem, gdzie żyją najbardziej bogobojni ludzie, z czego wynikało, iż wszelka reforma Cerkwi rosyjskiej oznaczałaby zmniejszenie ich religijności. Podaje się go jako autora stwierdzenia „Matką wszelkich chuci jest rozumowanie“. Jako pierwszy na Rusi przedstawił pogląd o boskim charakterze władzy świeckiej, który uzasadniał w oparciu o teksty bizantyjskie, głoszące boskość władzy cesarskiej.
Po śmierci Józefa w 1515 jego duchowni uczniowie, kontynuatorzy jego nauki objęli najwyższe godności w Cerkwi rosyjskiej, co doprowadziło do rozstrzygnięcia na korzyść obrońców majątków kościelnych z ich przeciwnikami (konflikt lubostiażatieli, do których należał Józef, z niestiażatielami).
Józef Wołocki został kanonizowany w 1579 roku. 7 grudnia 2009 roku został ogłoszony przez patriarchę Cyryla patronem prawosławnej przedsiębiorczości i gospodarki.